# Никхун
Никхун Бак Хорведжкул (тайск. นิชคุณ หรเวชกุล, англ. Nichkhun Buck Horvejkul; род. 24 июня 1988, Ранчо-Кукамонга, Калифорния, США) — тайский рэпер, певец, автор-исполнитель, фотомодель и актёр, более известен под сценическим именем Никхун (кор. 닉쿤?, 尼坤?, англ. Nichkhun). Является участником хип-хоп бой-бенда 2PM.

## Биография
Никхун родился в Ранчо-Кукамонга, Калифорния. Его родители этнические китайцы из Таиланда. Его бабушка по отцовской линии из Наняна, Китай, а дедушка китаец в Таиланде. Его мама Енджит Хорвшкул родилась в Таиланде, её родители являются ханьянскими иммигрантами из Китая. Она является главным исполнительным директором тайской фармацевтической компании «Union Medical», созданная в 1976 году, которая действует как импортер и дистрибьютор. У Никхуна также есть родственники в Гуанчжоу.
Никхун богатого происхождения, поэтому в Южной Корее его прозвали «Тайским Принцем». У него есть старший брат Никчан, и две младшие сестры: Ничхима и Начджари. В возрасте 5 лет он переехал в Таиланд из США и начал учиться в Dhepkanjana School и Tangpiroondham School. В 12 лет, он учился в Wanganui Collegiate School, Новая Зеландия. Позже, он снова вернулся в США для того, чтобы окончить обучение в Los Osos High School, Ранчо-Кукамонга, Калифорния. Позже он посетил музыкальный концерт, который устроило JYP Entertainent.
После прохождения прослушивания, организованное JYP Entertainment, Никхун подписал десятилетний контракт, но позже повторно подписал контракт на восемь лет, не включая подготовку и разные репетиции. В 2006 году он прибыл в Южную Корею, и был помещен в класс с 24 другими стажерами. Пак Джин Ён сообщил ему, что первым, чему необходимо научиться Никхуну, это: хорошо петь и танцевать, выучить корейский и разговорный китайский, а также оказаться на самом верху. Его первое появление на публике было на «Горячей Крови», канала MNET. Эта передача рассказывала о физической подготовке 13 участников, а также о соревновании между ними на место в группах 2АМ и 2РМ.
Как гражданин мужского пола в Таиланде, он был подвержен военному проекту лотереи в 2009 году и впоследствии получил освобождение от военной службы.

## Личная жизнь
Встречался с Тиффани из гёрл-группы Girls' Generation, однако пара рассталась в 2015 году. По словам приближённых источников, они встречались около пяти лет.

## Карьера

### 2РМ
4 сентября 2008 года Никхун дебютировал, как участник 2РМ с синглом «10 Points out of 10 Points» (Корейский: «10점 만점에 10점») из их первого альбома «Hottest Time of the Day». Они выпустили 5 альбомов в Корее и 4 альбома в Японии.

### Сольная деятельность
В 2010, 2011, 2013 Никхун был ведущим на Korean Music Wave в Банкоге. В 2010 году Никхун, Тэкен и Юн Ен Хи получили ведущую роль в двенадцати минутном музыкальной видео-дораме для Cass Beer, которая была выпущена 8 февраля. Он также был ведущим на «Superstar Survival». В июне 2010 он снимался во втором сезоне «Молодоженов», являясь второй половинкой Виктории из f(x). Пара, известная как Кхунтория была представлена на шоу в 2011 году.
В 2011 Никхун появился в музыкальном видеоклипе сингла «Touch (觸動)» Вилбер Пэна, который вышел 31 января. В мае он стал новой моделью Everland's Caribbean Bay Aqualoop CF. Он также снялся в японской живой экранизации «Ouran High School Host Club», как Лоуренс, президент сингапурский корпорации. Позже, в 2012 он снялся в тайском фильме «Seven Something».
В 2013 он снялся в китайской дораме «One and a Half Summer», в которой он получил роль главного героя. Серии выпускались между июнем и июлем 2014 года. В 2014 он также получил второстепенную роль в тайском фильме «Chalouis». Никхун объединился с Чон Юн Хва из CNBLUE, Баро из B1A4, Мино из Winner для проекта «Lucky Boys» на SBS Gayo Daejun 2014 года. Никхун и Баро также были ведущими.
В 2015 он снялся в китайском фильме «Forever Young, Gardenia in Blossom» (Forever Young, 栀子花开), играя с Ли Ю Фэйнг и Цзан Хю Ви. Никхун также был специальном гостем на тайском шоу «Yes Sir My Boss».'

## Дискография

### Сольные работы
Тайские песни
- 2008: «We Become One»
- 2009: «Let’s Take a Break»
- 2009: «Cute»

Японские песни
- 2014: «So Wonderful»
- 2015: «Miss Wonderful»
- 2015: «Maybe You Are»

### Композиции
| Дата Релиза      | Название                     | Артист         | Альбом                                  | Заметки                                 |
| ---------------- | ---------------------------- | -------------- | --------------------------------------- | --------------------------------------- |
| 19 июня 2013     | «Let It Rain»                | 2PM            | 3rd Album Grown Grand Edition           | Первая песня написанная собственноручно |
| 15 сентября 2014 | «Love is True»               | Никхун и Чунхо | Go Crazy!                               | написана и создана Чунхо                |
| 27 апреля 2016   | «GIRLFRIEND (彼女 / Kanojo)» | Никхун и Уён   | GALAXY OF 2PM [Limited Edition / Type C | 6 японский альбом 2РМ                   |

### Сотрудничество
| Год  | Артист                                                                             | Название Песни       | Альбом                                                        |
| ---- | ---------------------------------------------------------------------------------- | -------------------- | ------------------------------------------------------------- |
| 2011 | Wilber Pan ft. Wilber Pan                                                          | «Touch (觸動)»       | 808                                                           |
| 2012 | 2PM &2AM                                                                           | One Day              | One Day (Японский сингл)                                      |
| 2014 | Чунхо                                                                              | «Love is True»       | (дополнительный трек для альбома « Go Crazy! (Grand Edition)» |
| 2016 | Уён                                                                                | «Kanojo(Girlfriend)» | Раздел песни альбома «Galaxy» 2PM                             |
| 2016 | Югем, Марк, Джексон & Хейлим, Ени, Ким Ю Бин, Наен, Чонген, Момо, Мина, Мин, Чунхо | «Encore»             | JYP Nation концерт 'Mix & Match'                              |

### Оригинальные саундтреки
| Год  | Название песни                                                | Альбом                        |  |
| ---- | ------------------------------------------------------------- | ----------------------------- |  |
| 2011 | «My Valentine» (Пак Джин Ен, Тэкен)                           | ОСТ к "Высокая Мечта          |  |
| 2012 | «Let It Rain» (Дополнительная песня из альбома Legend of 2PM) | ОСТ к «Одно с Половиной Лето» |  |
| 2015 | «Wan Nun Wan Nee Wan Nhai» (Тэкен)                            | ОСТ к «Чалоус»                |  |

## Фильмография

### Дорамы
| Год  | Название                     | Роль        | Заметки                 |
| ---- | ---------------------------- | ----------- | ----------------------- |
| 2010 | «Вся моя Любовь»             |             | Камео, эпизод № 16      |
| 2011 | «Высокая Мечта»              | Партнёр РиА | Камео, эпизод № 8       |
| 2011 | «Добро Пожаловать на Шоу»    | Самого себя | Ведущая роль            |
| 2014 | «Одно с Половиной Лето»      | Цзан Хао    | Ведущая Роль            |
| 2014 | Kindaichi Shounen no Jikenbo | Матачи      | Японский фильм          |
| 2015 | «Поиски Авроры»              | Ванг Юлин   | Ведущая роль            |
| 2015 | «Да Господин, мой босс»      | Тай         | Камео, эпизод № 7 — № 8 |
| 2015 | «Продюсеры»                  | Самого себя | Камео, эпизод № 3       |

### Фильмы
| Год  | Название                               | Роль        |
| ---- | -------------------------------------- | ----------- |
| 2012 | «Хост-клуб Старшей Школы Оран»         | Лауренс     |
| 2012 | «Семь Чего-нибудь»                     | Хи          |
| 2012 | Beyond the ONEDAY ~Story of 2PM & 2AM~ | Самого Себя |
| 2014 | «Пять Братьев Ястребов»                | Полицейский |
| 2015 | «Чалоус»                               | Камео       |
| 2015 | «Всегда молодой, гардения в цвету»     | Камео       |

### Реалити-шоу
| Год  | Название                    | Канал       | Эпизод | Выпуск     | Выпуск      |
| Год  | Название                    | Канал       | Эпизод | Первый     | Следующий   |
| ---- | --------------------------- | ----------- | ------ | ---------- | ----------- |
| 2008 | «Горячая Кровь»             | Mnet        | 10     | 10 октября | 8 ноября    |
| 2008 | «Армия Айдолов» 3 сезон     | MBC         | 17     | 4 декабря  | 26 марта    |
| 2009 | «Дикий Кролик»              | Mnet        | 7      | 21 июля    | 21 августа  |
| 2010 | «Молодожены» 2 сезон        | MBC         | 41-80  | 6 марта    | 22 января   |
| 2011 | «2PM Show!»                 | SBS         | 12     | 6 марта    | 24 сентября |
| 2012 | «KOICA’S DREAM IN TANZANIA» | MBC         | 2      | 12 декабря | 27 декабря  |
| 2013 | «Песня для тебя от 2PM»     | KBS2        | 15     | 17 февраля | 24 мая      |
| 2014 | «Храброе Сердце»            | BTV         | 8      | 5 октября  | 23 ноября   |
| 2015 | «Oven Radio»                | 1theK       | 5      | 14 июня    | 18 июня     |
| 2015 | «Молодые Трейни»            | Zhejiang TV | 9-12   | 16 апреля  | 25 июня     |
| 2015 | «Ok.Jang.Khun ReciPe»       | V-Live      | 5      | 5 августа  | 22 ноября   |

### Корейские развлекательные шоу
| Год  | Название                                 | Канал | Роль                                                                                        |
| ---- | ---------------------------------------- | ----- | ------------------------------------------------------------------------------------------- |
| 2008 | «Yashimmanman» 2 сезон                   | SBS   | Самого себя                                                                                 |
| 2008 | «Schoolympic Happy Sunday»               | KBS   | Самого себя                                                                                 |
| 2009 | «Воскресная Воскресная Ночь»             | MBC   | Самого себя; «Body Body Body»                                                               |
| 2009 | «M! Wide»                                | Mnet  | Самого себя; Hidden Camera «Girl Punch!» Segment                                            |
| 2010 | «Idol Star Athletics Championships»      | MBC   | - 1 сезон: соперник с 2PM                                                                   |
| 2010 | «На Первый Раз»                          | MBC   | Гость с Минджуном, Чунхо и Чансоном                                                         |
| 2010 | «Бегущий Человек»                        | SBS   | - Эпизод 4 — 5: Гость с Джессикой Чанг и Сон Чжихе - Эпизод 19                              |
| 2010 | «M! Countdown»                           | Mnet  | Ведущий                                                                                     |
| 2010 | «Счастливы Вместе»                       | KBS2  | Гость                                                                                       |
| 2011 | «Бегущий Человек»                        | SBS   | - Эпизод 40: Гость с Тэкеном - Эпизод 50 — 51 (Таиланд): Гость с Ким Мин Джуном             |
| 2011 | «Команда Мечты»                          | KBS   | - Эпизод 33: Гость с Чунхо из Super Junior - Эпизод 57 & 59: Гость с 2PM                    |
| 2012 | «Бегущий Человек»                        | SBS   | Эпизод 104 (Айдол VS. Бегущие)                                                              |
| 2012 | «Мечта KOIСА»                            | MBC   | Самого Себя                                                                                 |
| 2013 | «Олицетворение»                          | SBS   | с Тэкеном и Чансоном                                                                        |
| 2013 | «Витамин»                                | KBS2  | с Тэкеном и Уёном                                                                           |
| 2013 | «Mamma Mia»                              | KBS   | - Эпизод 7: Гость со своей матерью                                                          |
| 2013 | «Национальное Шоу „Привет“»              | KBS2  | Самого себя                                                                                 |
| 2013 | «Храброе Сердце 2»                       | SBS   | - Эпизод 14: Гость с Тэкеном и Чансоном                                                     |
| 2013 | «Cool Kiz on The Block»                  | KBS   | - Эпизод 14: Гость с Чансоном и Уёном                                                       |
| 2014 | «Бегущий Человек»                        | SBS   | - Эпизод 195: Гость с 2PM и 2NE1                                                            |
| 2014 | «SBS Gayo Daejun»                        | SBS   | Ведущий с Эл, Чон Ён Хва, Мино, Баро и Сон Джин Хе                                          |
| 2014 | «Если Ты Любишь»                         | HBTV  | Эпизод № 1, № 2 (камео)                                                                     |
| 2015 | «Star Athletics Championships»           | MBC   | - Сезон 6: Соперник с Чансоном                                                              |
| 2015 | «Бегущий Человек»                        | SBS   | - Эпизод 248: Гость с Генри, Гангам, Эмбер, Чон Пак - Эпизод 256: Гость с 2PM и Бэк Джин Хи |
| 2015 | «Команда мечты»                          | KBS   | - Эпизод 300 спецвыпуск (Корея VS. Китай): Гость с Чансоном, Чжо Квоном, Чен Чинвоном       |
| 2015 | «Шестнадцать»                            | Mnet  | - Эпизод 2: Специальный гость с Чансоном                                                    |
| 2016 | «Бегущий человек»                        | SBS   | Эпизод 306 (с Ли Ки У & Кингури)                                                            |
| 2016 | «Cool Kiz on The Block»                  | KBS   | - Эпизод 164—165: Гость с Джей и Ким Дон Джуном                                             |
| 2016 | "Я могу видеть твой голос " 3 сезон      | Mnet  | - Эпизод 9 (Гость с Уёном и Минджуном)                                                      |
| 2016 | «Субботняя ночная жизнь в Корее» 8 сезон | TVN   | - Эпизод 2 (с 2PM) и они будут ведущими                                                     |
| 2016 | «Как питаться и жить хорошо»             | SBS   | - Chuseok Специальный Выпуск 1&2 с Уёном                                                    |

### Тайские шоу
| Год  | Название                | Канал        | Роль                |
| ---- | ----------------------- | ------------ | ------------------- |
| 2009 | «Древесное Шоу»         | Modernine TV | Гость               |
| 2012 | «Древесное Шоу»         | Modernine TV | Гость               |
| 2012 | «Шоу Ночного Общества»  | Channel 3    | Гость               |
| 2015 | «Да Господин, Мой Босс» | True4U       | Эпизод 7, 8 (камео) |
| 2016 | «Академия Kidzaaa»      | CH3          | Эпизод 2 (камео)    |

### Китайские шоу
| Год  | Название                           | Канал               | Роль                               |
| ---- | ---------------------------------- | ------------------- | ---------------------------------- |
| 2013 | «Суперзвезда Китая»                | HBTV                | Ведущий                            |
| 2014 | «Music Billboard»                  | BTV                 | Гость                              |
| 2014 | «Разговор со Звездами»             | iTQQ                | Гость                              |
| 2014 | «Sina TV»                          | Sina                | Гость                              |
| 2014 | «Шоу Toudou»                       | Tudou               | Гость                              |
| 2014 | «God&Goddess»                      | Youku               | Гость                              |
| 2014 | «Шоу Ночных 80х»                   | Dragon TV           | С Ви Да Сюн                        |
| 2014 | «Music Billboard»                  | BTV                 | Гость                              |
| 2014 | «Шоу Всех Звезд»                   | Youku               | Самого себя                        |
| 2014 | «Музыка Мечты Благотворительность» | CGV                 | Самого себя                        |
| 2014 | «Счастливый лагерь»                | HBS                 | с Уёном                            |
| 2014 | «C-radio настоящий цвета айдолов»  | MBC 900AM           | Гость                              |
| 2014 | «Храброе Сердце»                   | BTV                 | Гость                              |
| 2015 | «Молодые Трейни»                   | Zhejiang Television | С Ван ДОнченом, Шан Ванжи, Ли Куан |
| 2015 | «Grade One Freshman»               | China               | - Эпизод 12: Специальный Гость     |
| 2016 | «Победит Чемпионов»                | ZJTV                | Специальный Гость                  |
| 2016 | «Группа Super Girl»                | China               | Эпизод 12: Специальный Гость       |

### Видеоклипы
| Год  | Название песни      | Артист       |  |
| ---- | ------------------- | ------------ |  |
| 2007 | «Irony»             | Wonder Girls |  |
| 2010 | «The End is Coming» | 8Eight       |  |
| 2010 | «This Christmas»    | JYP Nation   |  |
| 2011 | «Touch (觸動)»      | Wilber Pan   |  |
| 2011 | «Push»              | The ETC Band |  |

## Награды и номинации
| Год  | Награда                                     | Категория                                    | Номинированная работа | Результат   |
| ---- | ------------------------------------------- | -------------------------------------------- | --------------------- | ----------- |
| 2009 | Mnet 20's Choice Awards                     | Награда Горячему Мистеру Красавцу            | Самого себя           | Выиграл     |
| 2009 | Tourism Authority of Thailand               | PR Ambassador                                | Самого себя           | Выиграл     |
| 2010 | Nine Entertain Awards (Thailand)            | Популярное Голосование                       | Самого себя           | Номинирован |
| 2010 | MBC Entertainment Awards                    | Популярная Награда                           | «Молодожены» 2 сезон  | Выиграл     |
| 2010 | Korea Jewerly Awards                        | Бриллиантовая Награда (с Чансоном)           | Самого себя           | Выиграл     |
| 2011 | 3rd Bugs Music Awards                       | ОСТ Года (с Тэкеном)                         | «Моя Валентинка»      | Выиграл     |
| 2011 | KBS Best Idol Icon Awards                   | Икона Года                                   | Самого себя           | Номинирован |
| 2011 | Mnet Media Awards                           | Самый Обаятельный Мужчина                    | Самого себя           | Выиграл     |
| 2011 | MTV K’s very first Valentine King and Queen | Король Валентин                              | Самого себя           | Выиграл     |
| 2011 | TVCF Awards                                 | Самая Популярная Звезда CF                   | Самого себя           | Номинирован |
| 2012 | Kerd Awards (Thailand)                      | Kerd Года                                    | Самого себя           | Выиграл     |
| 2012 | TVCF AWARDS                                 | CF Модель Года                               | Самого себя           | Номинирован |
| 2012 | Top Award (Thailand)                        | Награда Восходящей звезде                    | «Семь Чего-нибудь»    | Номинирован |
| 2012 | BK Film Awards                              | Награда за Красивые Глаза                    | «Семь Чего-нибудь»    | Выиграл     |
| 2012 | 6th Nine Entertain Awards (Thailand)        | Популярная Награда                           | «Семь Чего-нибудь»    | Номинирован |
| 2013 | STYEBIBLE.PH                                | Международная Награда                        | Никхун для Bench      | Номинирован |
| 2013 | Nine Entertain Awards                       | Популярная Награда                           | Самого себя           | Номинирован |
| 2013 | Singapore Blog Awards                       | Самые Популярные Заморские Знаменитости      | Самого себя           | Номинирован |
| 2013 | The Goodness Idol Thailand Awards           | 9 Айдолов Королей                            | Самого себя           | Выиграл     |
| 2014 | N/A                                         | Мужской Бог Азии                             | Самого себя           | Номинирован |
| 2015 | Microblogging Star 2014 (China)             | Звезда Вейбо                                 | Самого себя           | Номинирован |
| 2015 | K-pop Gaon Chart Award                      | Социальная Звезда                            | Самого себя           | Номинирован |
| 2015 | N/A                                         | Мужской Бог Азии                             | Самого себя           | Номинирован |
| 2015 | Micro-star Magazine (Chinese)               | Звездная Доска Февраля                       | Самого себя           | Номинирован |
| 2015 | UNICEF Thailand Award                       | Друг UNICEF                                  | Самого себя           | Выиграл     |
| 2015 | Zocial Awards 2015 (Thailand)               | Самый Высокий Рейтинг Твиттера в Таиланде    | Самого себя           | 1 Ранг      |
| 2015 | Zocial Awards 2015 (Thailand)               | Больше Всего Упоминаемый в Твиттере Артист   | Самого себя           | 2 Ранг      |
| 2016 | IME Chinese Online Media Popular Award      | Thailand Headlines Person of the Year Awards | Самого себя           | Выиграл     |
| 2016 | China Weibo Awards                          | Мужской Бог Года                             | Самого себя           | Выиграл     |
| 2016 | VDFLY                                       | Десять Красивых Азиатских Мужчин             | Самого себя           | Номинирован |